# Organización de Cooperación Económica
La Organización de Cooperación Económica (OCE por sus siglas en español o ECO en inglés), es una organización intergubernamental que agrupa a 10 países de Asia. Es una plataforma que promueve la interlocución sobre desarrollo, promoción del comercio y oportunidades de investigación. Las naciones que forman la OCE son: Afganistán, Azerbaiyán, Irán, Kazajistán, Kirguistán, Pakistán, Tayikistán, Turquía, Turkmenistán y Uzbekistán. El objetivo común es la de establecer un mercado único para alimentos y servicios muy parecido a la Unión Europea. La sede del Secretariado y el Departamento de la OCE se encuentra en Teherán, Irán; la oficina económica, en Turquía; y la científica, en Pakistán.

## Historia
La Organización de Cooperación Económica es una organización intergubernamental regional establecida en 1985 por Irán, Pakistán y Turquía y su propósito es la promoción de la cooperación económica, técnica y cultural entre todos sus Estados miembros.
Es la sucesora de la anterior Cooperación Regional para el Desarrollo, CRD, o RCD en sus siglas en inglés (Regional Cooperation for Development), que fue fundada en 1962 y estuvo vigente hasta 1979. En otoño de 1992 la OCE experimentó una gran expansión al incluir siete nuevos Estados miembros: Afganistán, Azerbaiyán, Kazajistán, Kirguistán, Tayikistán, Turkmenistán y Uzbekistán.
El estatus e influencia de la OCE han aumentado en los últimos años y se ha fijado nuevos retos. Sin embargo, los Estados miembros carecen, aún, de infraestructuras e instituciones que garanticen su desarrollo y el uso pleno de los recursos de la región para alcanzar el desarrollo sostenible de los países que la conforman.
El 17 de julio de 2003 se firmó en Islamabad el Tratado de Cooperación Económica.

### Estados miembros
- 1985: Irán, Pakistán y Turquía.
- 1992: Afganistán, Azerbaiyán, Kazajistán, Kirguistán, Tayikistán, Turkmenistán y Uzbekistán.
- 2012: República Turca del Norte de Chipre (observador).[2]

| Nombre oficial                                   | Capital   | Área (km²) | Población (2010) | Densidad (per km²) | PIB (2010)(nominal) | PIB (2010) (per cápita) | Moneda     | Idiomas oficiales |
| ------------------------------------------------ | --------- | ---------- | ---------------- | ------------------ | ------------------- | ----------------------- | ---------- | ----------------- |
| Afganistán                                       | Kabul     | 647 500    | 29 662 000       | 46                 | $18 181 millones    | $956                    | Afghani    | Persa, pastún     |
| Azerbaiyán                                       | Bakú      | 86 600     | 9 040 000        | 104                | $62 321 millones    | $10 782                 | Manat      | Azerí             |
| Irán                                             | Teherán   | 1 648 195  | 75 350 000       | 46                 | $359 970 millones   | $4777                   | Rial       | Persa             |
| Kazajistán                                       | Astaná    | 2 724 900  | 15 584 000       | 6                  | $126 346 millones   | $8107                   | Tenge      | Kazajo            |
| Kirguistán                                       | Biskek    | 199 900    | 5 444 000        | 27                 | $5122 millones      | $940                    | Som        | Kirguís, ruso     |
| Pakistán                                         | Islamabad | 803 940    | 166 578 000      | 207                | $177 901 millones   | $1068                   | Rupia      | Urdu, inglés      |
| Tayikistán                                       | Dusambé   | 143 100    | 6 536 000        | 46                 | $5499 millones      | $841                    | Somoni     | Tayiko, persa     |
| Turkmenistán                                     | Asjabad   | 488 100    | 5 439 000        | 11                 | $20 232 millones    | $3720                   | Manat      | Turcomano         |
| Turquía                                          | Ankara    | 783 562    | 71 428 000       | 91                 | $710 737 millones   | $9950                   | Lira turca | Turco             |
| Uzbekistán                                       | Taskent   | 447 400    | 28 246 000       | 63                 | $37 290 millones    | $1320                   | Som        | Uzbeko            |
| República Turca del Norte de Chipre (Observador) | Lefkoşa   | 3355       | 294 906          | 86                 | $3900 millones      | $16 158                 | Lira turca | Turco             |

## Organización
La OCE se organiza de la siguiente manera:
- El consejo de ministros el cual es el cuerpo político superior de la Organización, constituido por los ministros de relaciones exteriores de los países miembros y otros oficiales de alto rango. Se reúne de manera anual.
- El Consejo de representantes permanentes que se compone por los embajadores de los otros nueve Estados miembros en Irán y el director general de OCE.
- El Concejo de Planificación Regional.
- La Secretaría General que consiste en seis directorios bajo supervisión de la Secretaría General.
  - Directorio de industria y agricultura.
  - Directorio de comercio e investigaciones.
  - Directorio de energía, minerales y medio ambiente.
  - Directorio de transporte y comunicaciones.
  - Directorio de investigación económica y estadísticas.
  - Directorio de proyectos de desarrollo.

Existen dos agencias especializadas y dos institutos regionales que funcionan bajo la supervisión de la Secretaría General.

## Cumbres
| Reunión | Fecha(s) de la reunión   | País         | Localización |
| ------- | ------------------------ | ------------ | ------------ |
| 1       | 16-17 de febrero de 1992 | Irán         | Teherán      |
| 2       | 6-7 de mayo de 1993      | Turquía      | Estambul     |
| 3       | 14-15 de mayo de 1995    | Pakistán     | Islamabad    |
| 4       | 14 de mayo de 1996       | Turkmenistán | Asjabad      |
| 5       | 11 de mayo de 1998       | Kazajistán   | Almaty       |
| 6       | 10 de junio de 2000      | Irán         | Teherán      |
| 7       | 14 de octubre de 2002    | Turquía      | Estambul     |
| 8       | 14 de septiembre de 2004 | Tayikistán   | Dushanbe     |
| 9       | 5 de mayo de 2006        | Azerbaiyán   | Bakú         |
| 10      | 11 de marzo de 2009      | Irán         | Teherán      |
| 11      | 23 de diciembre de 2010  | Turquía      | Estambul     |
| 12      | 16 de octubre de 2012    | Azerbaiyán   | Bakú         |
| 13      | 1 de marzo de 2017       | Pakistán     | Islamabad    |
| 14      | 4 de marzo de 2021       | Turquía      | Virtual      |
| 15      | 28 de noviembre de 2021  | Turkmenistán | Asjabad      |
| 16      | noviembre 2023           | Uzbekistán   | Taskent      |

## Actividades
Las actividades de OCE se llevan a cabo a través de direcciones bajo la supervisión del Secretario General y sus adjuntos que consideran y desarrollan proyectos y programas de beneficio mutuo en los campos de:
- Comercio e inversión
- Transporte y Telecomunicaciones
- Energía, Minerales y Medio Ambiente
- Agricultura, Industria y Turismo
- Recursos Humanos y Desarrollo Sostenible
- Proyectos e Investigación Económica y Estadísticas

Se propone un Consejo de Transporte para desarrollar políticas de transporte y tránsito más claras.
OCE ha seleccionado a Shahrisabz como su capital turística para 2024.

## Organizaciones Regionales

### Banco de Comercio y Desarrollo de la Organización de Cooperación Económica
El Banco de Comercio y Desarrollo de la Organización de Cooperación Económica (conocido como ETDB por sus siglas en  inglés) fue fundado en 2005 por los tres estados fundadores de la OCE, Irán, Pakistán y Turquía. Comenzó sus operaciones en 2008. Azerbaiyán, Afganistán y Kirguistán se unieron en 2013, 2014 y 2015 respectivamente.
A 31 de diciembre de 2015 su capital pagadero, al que los Estados miembros deben contribuir de manera igualitaria, asciende a 310,87 millones de DEG, ya que los 3 últimos estados incorporados se encuentran en proceso de pagar sus contribuciones. 
El primer presidente del banco, de 2006 a 2011, fue el turco Murat Ulus. Cada 4 años el puesto de presidente pasa a otro estado miembro. La sede del banco se encuentra en Estambul y tiene sucursales en Karachi (Pakistán) y Teherán (Irán).
La misión del ETDB es iniciar, promover y facilitar financieramente la expansión del comercio intrarregional y el desarrollo de los Estados miembros. El banco ofrece una gama de productos a medio y largo plazo: financiación de proyectos, financiación de grandes compañías, financiación del comercio y créditos a pymes, directos o a través de intermediarios financieros públicos o privados.

### Cámara de Comercio e Industria de la OCE
La Cámara de Comercio e Industria de la Organización de Cooperación Económica se creó el 10 de junio de 1993. Sus objetivos son contribuir a mejorar la cooperación y las relaciones económicas en los sectores comercial, industrial, agrícola, turístico, de contratación, de ingeniería y bancario, así como realizar inversiones conjuntas entre los Estados miembros. Las Cámaras Nacionales de Afganistán, Azerbaiyán, Irán, Kazajistán, Kirguistán, Pakistán, Tayikistán y Turquía son miembros de ECO-CCI. La Séptima Asamblea General de la Cámara de Comercio e Industria de la ECO (ECO-CCI), celebrada el 20 de abril de 2004 en Kabul, Afganistán. Los Estados miembros participantes ofrecieron algunas propuestas para desarrollar nuevos mecanismos y modalidades para una mejor interacción entre las cámaras miembros y reactivar ECO-CCI.

### Compañía de Reaseguros de la OCE
En marzo de 1995, Irán, Pakistán y Turquía acordaron establecer la ECO Reinsurance Company. El propósito es complementar los servicios de reaseguro existentes en la región, promover el crecimiento de las capacidades nacionales de suscripción y retención, minimizar la salida de divisas de la región y apoyar el desarrollo económico de la región. Los tres países miembros decidieron formar un Comité Interino Trilateral para allanar el camino para el establecimiento de esta importante institución. El Comité Interino Trilateral en sus diversas reuniones revisó los temas relevantes como el desarrollo del plan de negocios y la firma del Convenio Constitutivo ya finalizado por un grupo de Expertos de los tres países miembros fundadores.

### Empresa de consultoría e ingeniería de la OCE
Los gobiernos de todos los Estados miembros de la OCE han establecido un fondo de recursos central en la forma de ECO Consultancy and Engineering Company (Pvt.) Ltd., o ECO-CEC, para ayudar en los proyectos de desarrollo patrocinados por los Estados miembros de la OCE o por su Comercio. y Banco de Desarrollo. Los Estados fundadores son la República Islámica del Irán, la República Islámica del Pakistán y la República de Turquía, que posee una participación igual en ECO-CEC, estando representada Turquía por dos empresas, e Irán y Pakistán, por una cada uno. Las empresas iraníes y turcas se especializan principalmente en oleoductos y gasoductos, refinerías, petroquímica e ingeniería industrial, mientras que el socio paquistaní en todos los demás campos de la ingeniería de desarrollo, incluidas las comunicaciones, la energía, el desarrollo urbano, la salud pública, las telecomunicaciones, el desarrollo de recursos hídricos y la agricultura. ECO-CEC brinda su experiencia en toda la gama de operaciones de consultoría, desde la concepción, planificación y evaluación del proyecto, pasando por estudios de prefactibilidad, factibilidad y financieros, investigación y exploración, selección del sitio hasta el diseño de ingeniería, especificaciones de materiales y equipos, supervisión de la construcción. , gestión de contratos, control de calidad y elaboración de manuales técnicos para la operación y mantenimiento de los proyectos.

### Instituto cultural de la OCE
El Instituto Cultural de la OCE es una de sus afiliaciones con el fin de ayudar a la promoción y preservación de la riqueza cultural ancestral de sus países miembros a través de proyectos en el campo de los medios de comunicación, la literatura, el arte, la filosofía, el deporte y la educación. El instituto nació el 15 de marzo de 1995 en Islamabad.

## Relaciones con otras organizaciones
La OCE es a su vez miembro de la Organización de la Conferencia Islámica desde 1995.